# ناحیه فارمینگتون (شهرستان اولمستد، مینه سوتا)
ناحیه فارمینگتون (به انگلیسی: Farmington Township) یک منطقهٔ مسکونی در ایالات متحده آمریکا است که در شهرستان اولمستد، مینه‌سوتا واقع شده‌است.
 ناحیه فارمینگتون ۹۲٫۷ کیلومتر مربع مساحت و ۵۱۶ نفر جمعیت دارد و ۳۲۹ متر بالاتر از سطح دریا واقع شده‌است.